# Lepithrix lebisi
Lepithrix lebisi är en skalbaggsart som beskrevs av Schein 1959. Lepithrix lebisi ingår i släktet Lepithrix och familjen Melolonthidae. Inga underarter finns listade i Catalogue of Life.